# Laggan Bridge

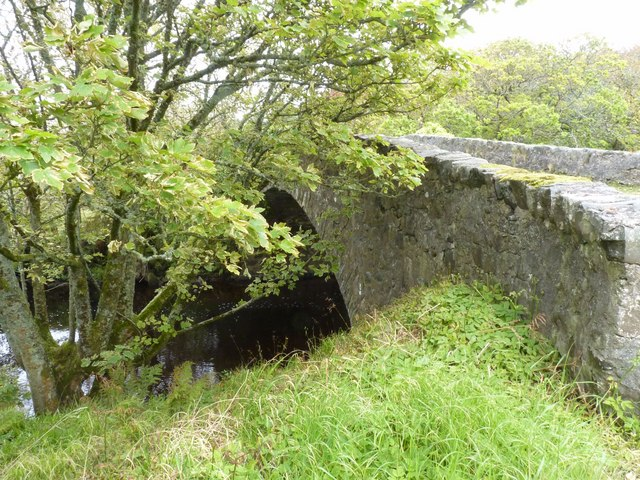
Laggan Bridge

Die Laggan Bridge ist eine steinerne Bogenbrücke über den Laggan auf der schottischen Hebrideninsel Islay. Sie liegt etwa 40 m westlich der A846 an einer Schlinge des Flusses. Bowmore, der Hauptort der Insel, liegt etwa 2,5 km nördlich und ist die nächstgelegene größere Ortschaft. 1971 wurde die Laggan Bridge als Teil eines Ensembles in die schottischen Denkmallisten in der Kategorie B aufgenommen. Seit 2006 ist sie als Einzeldenkmal in der Kategorie C gelistet.
Direkt östlich der Laggan Bridge befindet sich das ebenfalls denkmalgeschützte Bridge House, das zunächst als Gastwirtschaft und anschließend als Schulgebäude genutzt wurde.

## Beschreibung
Der exakte Bauzeitpunkt der Brücke ist nicht überliefert, sodass nur das 18. Jahrhundert als Bauzeitraum angegeben werden kann. Die Brücke wurde aus Bruchstein gebaut. Sie besteht aus einem einzigen Bogen, der über den schmalen Fluss führt. Die Fahrbahn ist an beiden Seiten durch eine flache Führungsmauer begrenzt. Ein kurzes Stück südlich führt die Straße wieder auf die A846 zurück, sodass die Brücke heute nur noch als Zufahrt zu Bridge House dient.